# Liste der Amtmänner im Fürstentum Bayreuth

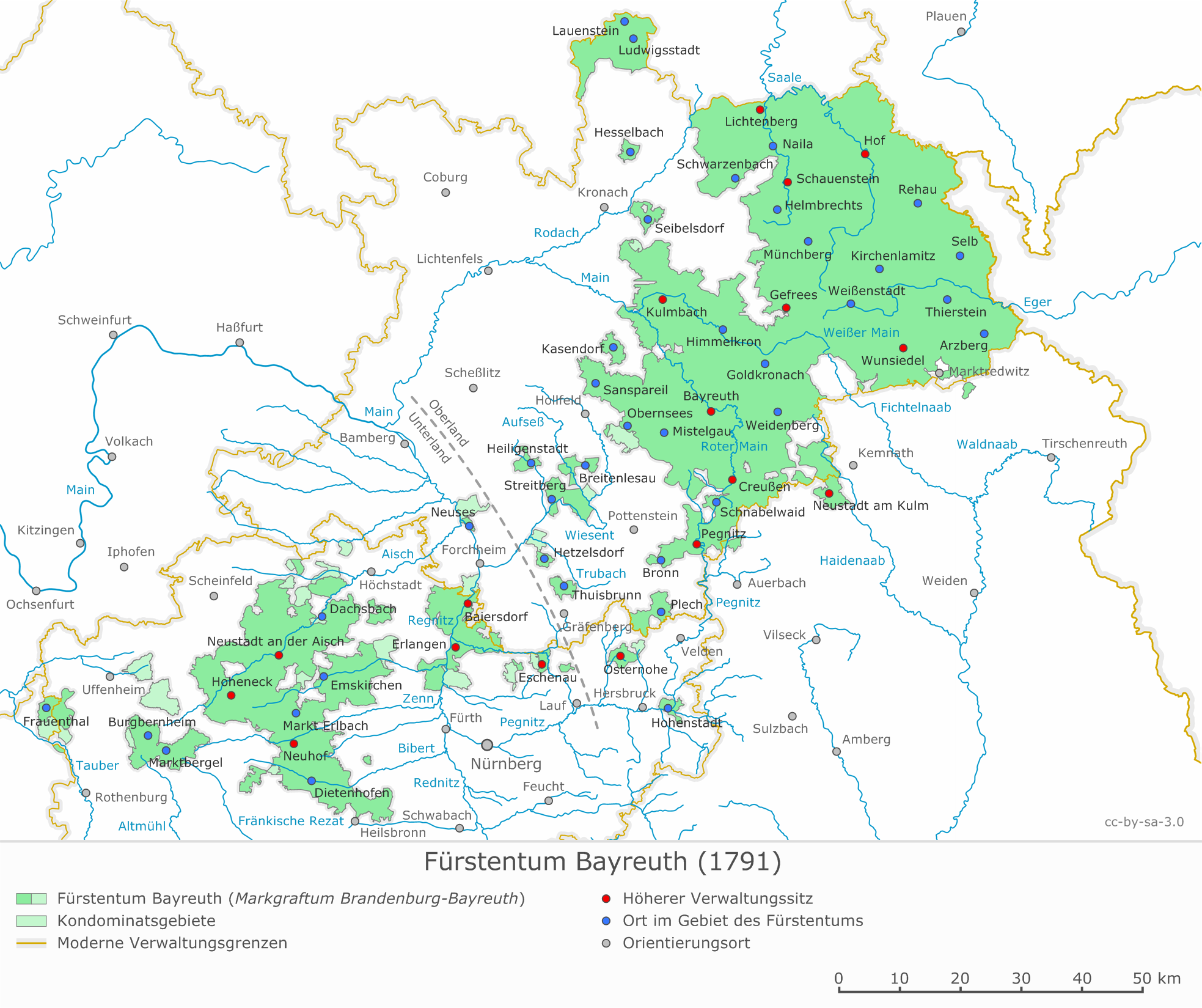
Karte des Fürstentums von 1791

Die Liste der Amtmänner im Fürstentum Bayreuth enthält die wichtigsten Amtmänner des Fürstentums Bayreuth.

## Geschichtlicher Hintergrund
Bereits die Burggrafen von Nürnberg bauten ihren Einfluss vor allem nach Norden beständig aus, so entstand z. B. auch das Sechsämterland. Aus der Burggrafschaft der fränkischen Hohenzollern entwickelte sich das Markgraftum Brandenburg-Kulmbach mit Sitz auf der Plassenburg und schließlich das Fürstentum Bayreuth, welches zusammen mit dem Fürstentum Ansbach 1791 an Preußen verkauft wurde.

## Liste der Amtmänner im Fürstentum Bayreuth

### Hauptmänner auf dem Gebirg
- Caspar von Waldenfels 1421–1425
- Hartung von Egloffstein 1426–1433
- Eberhard Förtsch von Thurnau 1433–1437
- Martin Förtsch der Ältere von Thurnau 1440–1461
- Heinrich von Aufseß 1466–1474
- Dietz von Thann 1475
- Hans von Redwitz 1476–1480
- Sigmund Herr zu Schwarzenberg 1484–1491
- Sebastian von Seckendorff, genannt Nolt, 1483, 1487, 1490
- Cunz von Wirsberg 1493–1504, erarbeitete die Wartordnung von 1498
- Ulrich von Zedtwitz 1507–1509
- Ludwig von Eyb 1511/12
- Hans von Seckendorf 1514
- Konrad Boß von Flachslanden 1515–1519
- Hans von Laineck 1522/1523
- Dr. Christoph von Beulwitz, Hauptmannsverweser 1527/28
- Christoph von Lidwach 1532
- Wolf Christoph von Wiesenthau 1531–1538
- Wolf von Schaumberg 1539–1543
- Wolf Adolf von Waldenfels 1549
- Georg III. Landgraf von Leuchtenberg 1551/52
- Wilhelm von Grumbach, Statthalter auf dem Gebirg 1552
- Hans Sigmund von Lüchau, Statthalter auf dem Gebirg 1552[1]
- Ernst von Kotzau, Hauptmannsverweser 1562
- Hans Friedrich von Künsberg 1563
- Conrad Graf zu Castell, Oberhauptmann 1566/67
- Beringer von Kotzau, Hauptmannsverweser 1571, 1578
- Georg Graf von Hohenzollern 1576
- Hans Friedrich Gottsmann zun Neuenhaus 1588
- Joachim von Warnstedt, Oberhauptmannsverweser 1594

### Amtmänner von Bayreuth
- Fritz Plassenberger, Amtmann zu Bayreuth 1417–1431
- Albrecht von Lüchau[2]
- Hans von Podewils († 1647)
- Friedrich Ludwig von Lüchau[3]

### Amtmänner von Kulmbach
- Friedrich Plassenberger, Amtmann zu Plassenburg und Culmnach 1408–1413
- Caspar von Waldenfels, 1422 († 1441)
- Rüdiger von Guttenberg, Henlein genannt, Vogt 1464
- Otto von Mengersdorff, Vogt 1480
- Friderich á Libich, 1516
- Moritz Marschalk 1562
- Friedrich von Künsberg 1566
- Achatz Georg Wolff von Schaumberg 1612
- Hannß Christoph Muffel 1614–† 1636
- Christoph Sartorius 1635
- Johann Georg Hofer von Lobenstein 1637–1644
- Wolff Friedrich Muffel 1671
- Johann Schaff von Habelsee 1672
- Adolph von Mißetscheck auf Weschlow, Generalmajor 1673
- Karl Sigmund von Pruck 1674–1677
- Georg Adam von Magwitz, Kommandant und Amtshauptmann 1680–1695
- Johann Christoph von Künsberg zu Thurnau 1695–† 1697
- Otto Heinrich Freiherr von Abendeel, Obrist 1698
- Johann Werner de Rotary, Obrist 1699
- Daniel von Liebstorff, Obrist 1702–1705
- Wolff Ernst von Künsberg, Geheimer Kriegsrat, Obrist 1706
- Georg Heinrich von Künsberg, Hofrat 1726
- Philipp Freiherr von Kaltenthal, Geheimrat 1727
- Johann Heinrich von Dobeneck, Amtshauptmann 1734–† 1761
- Johann Philipp von Beust, Generalmajor und Geheimrat 1761–† 1777
- Christoph Friedrich Knebel, Amtshauptmann 1791

### Burgvögte und Festungskommandanten auf der Plassenburg

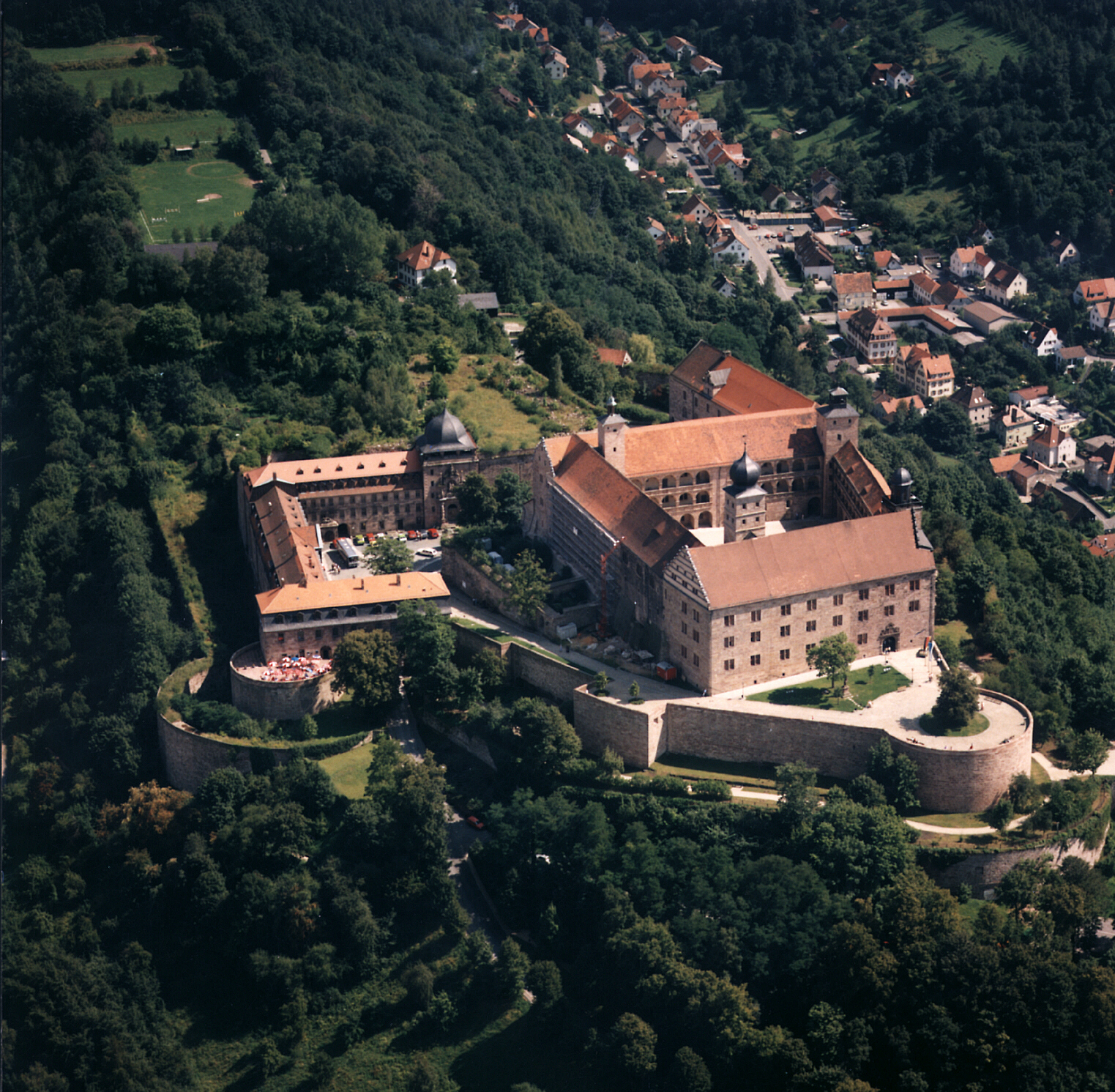
Plassenburg

Die Festungskommandanten der Plassenburg waren teilweise auch Amtmänner bzw. Amtshauptmänner in Kulmbach
- Karl von Guttenberg, Hausvogt zu Kulmbach 1470
- Hans von Heydenab, Schlossvogt zu Plassenburg 1518
- Georg von Würtzburg, Schlossvogt 1518–1521
- Georg Hecht 1521–1527
- Melchior von Arnstein, genannt Sperl, Schlossvogt 1529–1545
- Barthelme Hartung, Hausvogt 1548
- Joachim von Zitzewitz, Landsknechtsobrist 1553/54
- Erhard Zolchner, Schlossvogt 1561–1565
- Hermann Doppel 1565–1568
- Haugk Koller von Julo, Hauptmann und Burgvogt 1569–1572
- Endres Stöcker, Wachtmeister und Burgvogtsverweser 1574
- Balthasar Weiß, genannt Beyer 1574
- Joachim Röder 1575
- Hans Schrimpf 1579–1585
- Georg Halbich 1586–1600
- Sebastian Krauser, Hauptmann 1600–1601
- Fritz Obitzer, Hauptmann 1601–1604
- Albrecht von Haberland, Festungskommandant 1604–1612
- Hans Christoph von Muffel, Festungskommandant 1614–1636
- Hans Friedrich Frank, Burgvogt und Vicekommandant 1637
- Salomon Justus Bloch, Obristleutnant, Hauptmannsverweser 1640
- Wolf Friedrich Muffel von Ermreuth auf Ahorn, Festungskommandant 1640–† 1671
- Jakob Basler, Vicekommandant 1671
- Johann Schaff von Habelsee, Generalwachtmeister, Kommandant und Amtshauptmann † 1672
- Hermann Adolf von Mitscheck auf Weischkow, Obrist, Kommandant und Amtshauptmann 1672–† 1673
- Karl Sigmund von Brock, Amtshauptmann und Kommandant 1673–1677
- Georg von Magwitz, Generalfeldmarschall, Kommandant und Amtshauptmann 1677–† 1695
- Obristleutnant Costibelli 1695–1698
- Otto Heinrich Freiherr von Albendeel, Kommandant und Amtshauptmann 1698–1699
- Johann Werner von Rothorii, Kommandant und Amtshauptmann 1699–1701
- Johann Christoph Peche 1701
- Daniel von Liebstorff 1702–1705
- Johann von Röder 1705–1706
- Friedrich Sturm 1706
- General von Bibra 1708–1712 (Heinrich Karl von Bibra?)
- Haubold Christoph von Brandenstein, Geheimer Kriegsrat und Festungskommandant 1713–1715
- Hermann Friedrich Graf von Hohenzollern, kaiserlicher Generalfeldzeugmeister 1716–1722 (Hermann Friedrich von Hohenzollern-Hechingen?)
- Christian Martin von Gravenreuth, Obrist und Kommandant 1722–1728
- Johann Sigmund Oberländer, Obrist und Kommandant 1732–1734
- Wilhelm von Bindemann, Schlosshauptmann, Obrist und Kommandant 1734–1742
- Andreas von der Lühe, Obrist und Kommandant 1742–† 1755
- Heinrich Leopold von Beulwitz, Geheimer Rat, General und Landschaftsrat als Verweser 1755
- Johann Philipp von Beust, Generalmajor und 1. Landschaftsrat, Kommandant 1755–† 1777
- Wilhelm Julius Edler von Plotho, Generalmajor 1778

### Amtmänner von Münchberg
- Balthasar und Caspar von Waldenfels (1411)
- Hans von Sparneck (1413)
- Heinz Groß von Trockau (1416)
- Hans von Sparneck (1422–1423)
- Rüdiger von Sparneck[4] (1426)
- Conrad von Lüchau[5] (1429)
- Sigmund Graf von Orlamünde (1439) (Sigismund von Weimar-Orlamünde?)
- Heinz Bosseck (1462)
- Hans von Sparneck zu Weißdorf[6] (1471–1483)
- Martin von Sparneck[7] (1486–1491)
- Georg von Wallenrod (1493–1499)
- Wolf von Lüchau der Jüngere (1501)
- Matern von Wirsberg (1507–1508)
- Samson von Hirschberg (1510–1524)
- Hans von Kotzau[8], Vater von Georg Wolf von Kotzau (1524–1545)
- Adam von Gailsdorf (1545–1549)

### Amtmänner von Stockenroth und Hallerstein
- Hans Siegmund Rephun 1579[9] † 1587[10]
- Wolf Ernst Rephun 1590[11] bis 1596

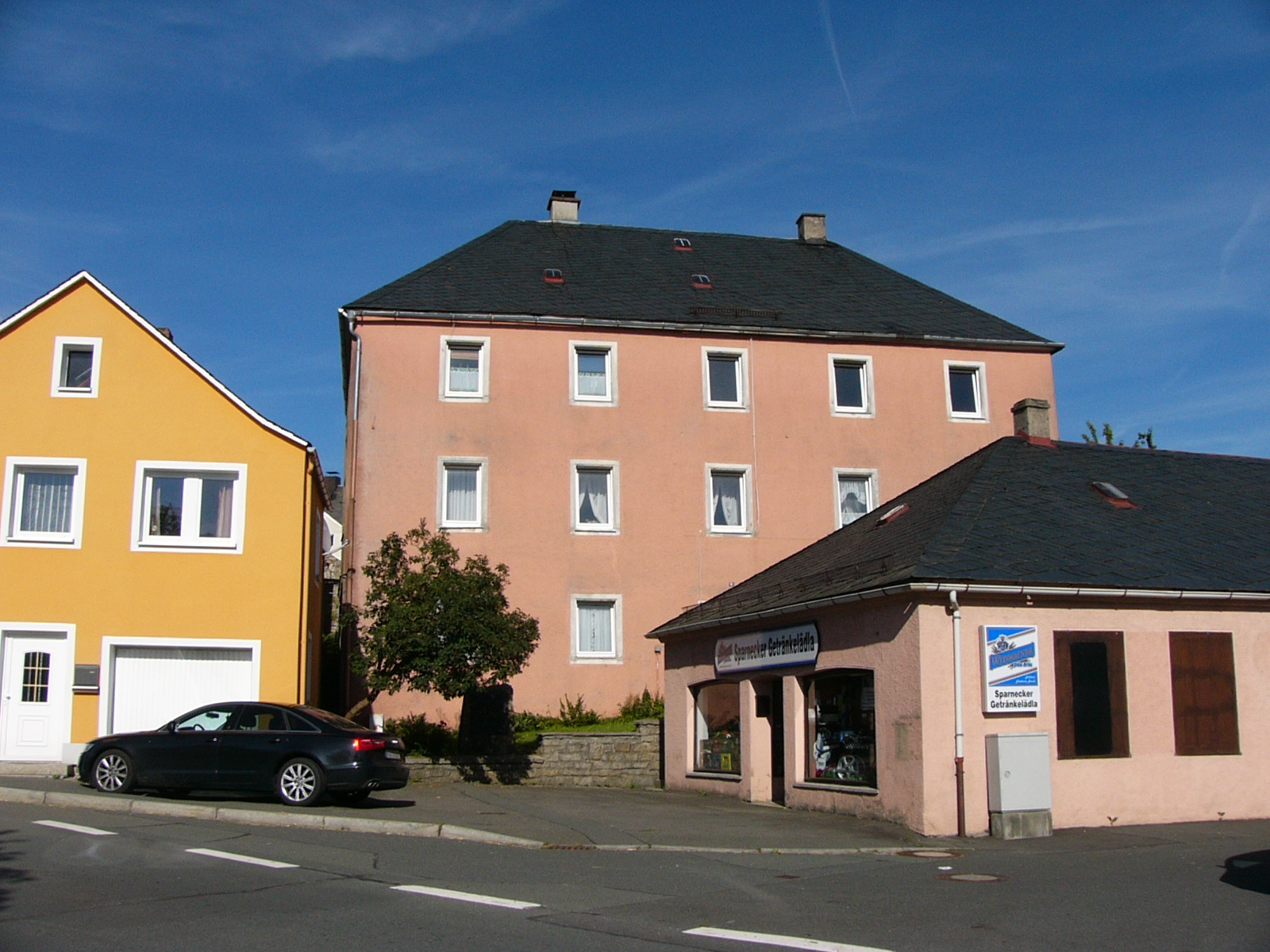
Hartungsches Amtshaus in Sparneck

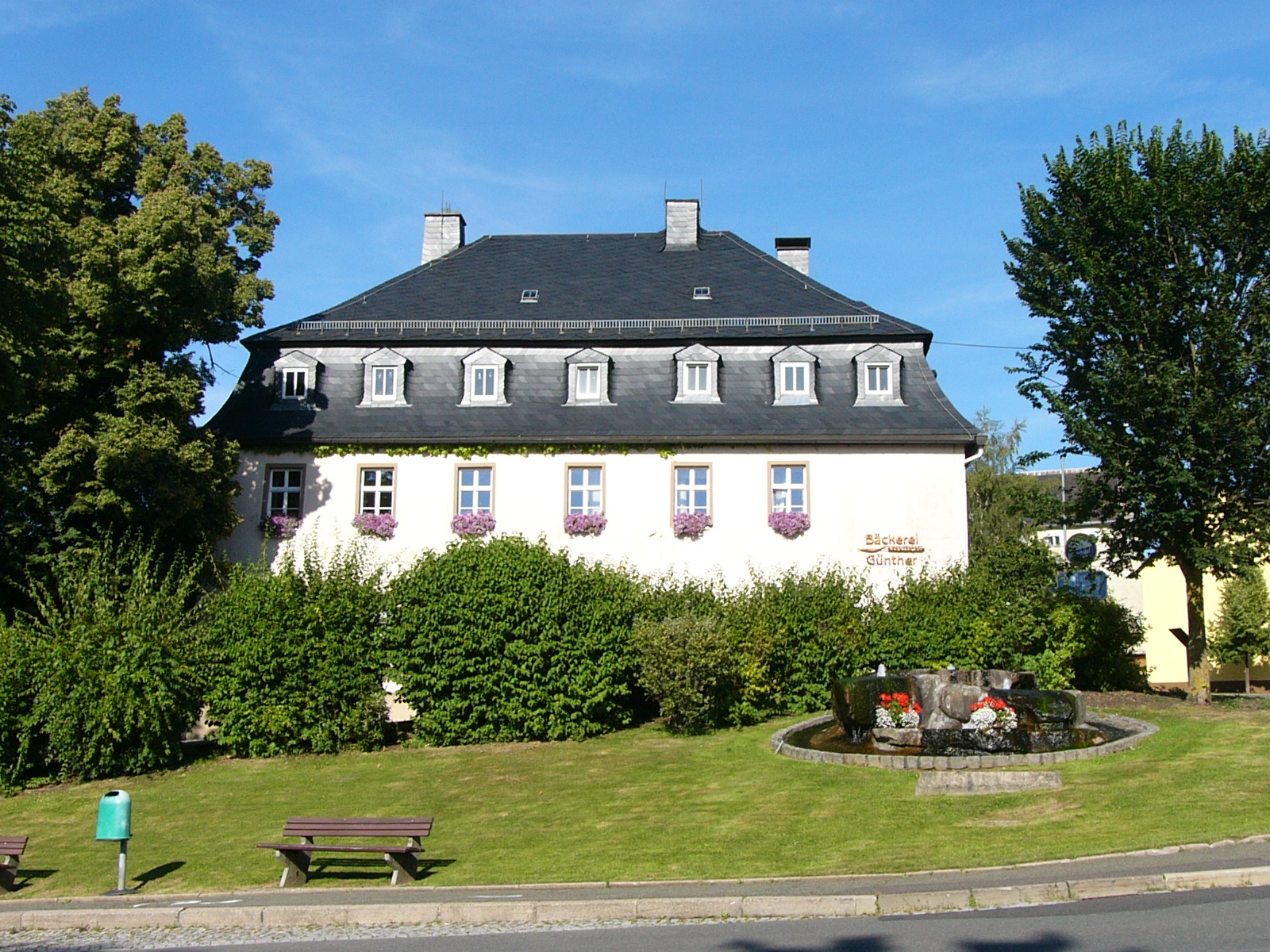
Feezsches Amtshaus

- Hans Heinrich Müffling genannt Weiß auf Reichenfels, Hohenleuben, Prücklas, Oberredwitz und Fattigau 1597[12] 1602[13] 1617[14], 1630[15]; † 1637[16]
- Michael Neudecker 1642[17]
- Georg Andreas Michael 1629[18] bis 1666
- Andreas Mösch 1668[19] bis 1677

Weitere Amtspersonen:
- Friedrich Käppel (Richter im Amt Stockenroth) 1597[12]
- Johannes Götz (Schreiber im Amt Stockenroth) † 1622[20]
- Ägidius Pößnecker (Schreiber im Amt Stockenroth) 1629[21] bis 1631
- Georgi Elbels (Richter im Amt Stockenroth) 1635[22]
- Gabriel Hahn (Schreiber im Amt Stockenroth) 1656[23]
- Friedrich Langenauer (Schreiber im Amt Stockenroth) 1673[24]
- Johann Georg Hager (Schreiber und Steuereinnehmer im Amt Stockenroth) 1690[25]
- Georg Schöpf (Schreiber im Amt Stockenroth) 1697[26]
- Jakob Ott von Fleisnitz (Schreiber und Steuereinnehmer im Amt Stockenroth) 1701[27] bis 1716
- Georg Siegmund Johann Fleischer (Schreiber und Richter von Stockenroth und Hallerstein)[28] bis 1718
- Johann Ludwig Hoffmann (Schreiber und Richter von Stockenroth und Hallerstein) 1719[29]
- Johann Georg Hartung (Schreiber und Richter von Stockenroth und Hallerstein)
- Johann Siegmund Friedrich Feez (Kammerkommissar und Kastenamtmann)

### Amtmänner des Oberamtes Münchberg–Stockenroth–Hallerstein
Um 1680 wurden die Ämter Münchberg, Stockenroth und Hallerstein zu einem Oberamt mit Sitz im Schloss Stockenroth zusammengefasst. 1731 baute sich der Amtsschreiber und Richter Johann Georg Hartung (* 5. Dezember 1687; † 29. August 1755) seinen Amtssitz auf den Ruinen der Burg Sparneck. Sein Schwiegersohn Johann Siegmund Friedrich Feez erbaute 1763 unweit ein neues Amtshaus, das sogenannte Feez’sche Amtshaus, in dem sich gegenwärtig eine Bäckerei befindet. Das Oberamt wurde 1779 aufgelöst und nach Hof verlagert.
- Andreas Metsch von Laineck (1682–1685)
- Heinrich Lorenz Metsch von Laineck (1696–1712)
- Wolf Philipp von Lindenfels auf Bug und Weißdorf (1713)
- Georg Ehrenfried von Nauendorf auf Schwand (1719–1723)
- Samuel von Montmartin (1729–1739)
- Johann Heinrich von Pöllnitz (1747–1757)
- Georg Wilhelm von Röder (1758– †1779)

### Amtmänner von Schauenstein
Siehe auch: Burg Schauenstein (Frankenwald), Liste nach Kolb oder Seiffert
- Meinhard Götz der Ältere 1410
- Oswalt von Truhendingen 1413
- Erhart von Machwitz († nach 1422)
- Hans Haueißen 1479
- Jörg Schirndinger 1486, Epitaph in Schauenstein († 1493)[32]
- Kunz von Gailsdorf 1509
- Wolf von Lüchau 1522[33]
- Hans von Waldenfels 1557
- Siegmund von Wirsberg 1564
- Christoph von Waldenfels 1570[34]
- Hans Georg von Schönberg 1589
- Julius von Seckendorff 1600
- Dietrich Spiegel 1607
- Ernst von Beulwitz auf Hirschberg 1619[35]
- Matthäus von Thermo 1643
- Christoph von Thüna 1660
- Adam von Pühl 1692
- Rudolf Christoph Drechsel 1713
- Wolf Christoph von Stein 1724, auf Lausnitz und Miesitz (1668–1731), u. a. auch Vize-Kommandant der Plassenburg[36]
- Rudolf Christoph Drechsel junior 1750
- Hans Sigmund von Oberländer 1760
- Traugott von Schaumburg 1773

### Amtmänner von Hof
Sitz der Hauptmannschaft Hof war das Hofer Schloss. Ihr unterstellt war die Stadt Hof, das Kastenamt, die Stadtvogtei, das Klosteramt, die Vogteien Naila und Rehau und die vogtländische Ritterschaft. Nach Sichart gibt es folgende Abfolge der Amtsinhaber:
- Fritz von Seckendorff, 1366
- Heinrich von Kotzau († nach 1387), 1373
- Konrad von Weidenberg, 1380[39]
- Friedrich von Sparneck, 1385[40]
- Heinrich von Wirsberg, 1391
- Conrad von Aufseß († nach 1422), 1412
- Hans von Sparneck († nach 1417)[39]
- Caspar von Waldenfels († 1441), 1430
- Johannes von Wallenrode, 1440
- Martin Förtsch, 1444
- Friedrich von Künsberg, 1454
- Hans von Waldenfels († 1470), 1458
- Heinrich von Künsberg, 1470
- Wilhelm von Wildenstein, 1476
- Hans von Aufseß, 1492
- Johannes von Reitzenstein, 1494
- Balthasar Wurm, 1511
- Wilhelm von Dobeneck, wahrscheinlich Bruder der Äbtissin Ursula von Dobeneck, 1514
- Wilhelm von der Grün, 1517
- Christoph von Beulwitz, 1529
- Wolfgang von Schaumberg, 1534
- Balthasar von Rabenstein, 1540
- Wolf von Wirsberg, 1545
- Georg von Kreutzen, 1550
- Balthasar Fridericus von der Planitz, 1554
- Hans Paulus von Schaumberg, 1562
- Hans Christoph von Wallenrode, 1579
- Bernhard von Doelske, 1584
- Wolfgang Wilhelm von Wildenstein, 1586
- Adam von und zum Wildenstein, 1589
- Gerhard Sigmund von Lüschwitz, 1603
- Heinrich der Andere, Reuß ältere Linie, 1613
- Otto von Bodenhausen, 1639
- Johannes Paulus von Wohlzogen, 1645
- Daniel Georg von Watzdorf, 1658
- Heinrich I., Reuß jüngere Linie, 1676
- Heinrich VI., Reuß jüngere Linie, 1679
- Johann Albrecht von Ronow und Biederstein, 1680
- Erdmann von Stein, 1701
- Georg Ehrenfried von Rauendorff, 1719
- Carl Voit von Salzburg, 1728
- Carl Friedrich von Schönburg, 1745
- Philipp Ludwig von Weitershausen, 1761–1795

### Amtmänner von Rehau
- Kunz von Lüchau 1507–1516
- Ludwig von Rabenstein 1522–1530
- von Schirnding um 1545
- Georg Wolf von Kotzau 1548 († 1560)

### Amtmänner von Berneck
- Veit von Wallenrode

### Amtmänner von Stein
- Johann Jakob Baßler von Basel

### Amtmänner von Streitberg
- Konrad Schott von Schottenstein († 1526)
- Beringer von Kotzau († 1575)
- Ernst von Kotzau († um 1583)
- Hans Ernst von Wallenrode, siehe Burgruine Grünstein
- Wolf Sigmund von Lüchau[41]

### Amtmänner von Neustadt am Kulm
- Fritz Plassenberger 1420
- Hans von Lüchau[42]
- Konz von Wirsberg (1470–1490)
- Jobst Bernhard von Weidenberg (um 1610)
- Johann Philipp von Beust, General und Geheimer Kriegsrat, von 1745 bis 1761 Oberamtmann in Neustadt am Kulm
- Justus Friedrich Zehelein (1760–1808), Erster (Königlich Preußischer) Justizamtmann

### Amtmänner von Böheimstein
- Bernhard von Lüchau[43]
- Hans von Sparneck 1410[44]